# Maymand
Maymand (persisch میمند) ist ein historisches, in den Fels gegrabenes Höhlendorf in der Provinz Kerman im Iran, 36 km von der Stadt Schahr-e Babak entfernt.
Das Dorf liegt in einer ariden Klimazone und wird durch Qanate bewässert. In der halbtrockenen Landschaft wachsen Pistazien- und wilde Mandelbäume. Zu der Fauna der Maymand-Ebene zählen Wüstentiere wie Schlangen, Krokodile, Igel und Schildkröten. In den Bergen findet man Hirsche, Leoparden, Wölfe, Füchse, Steinböcke und unterschiedliche Vogelarten.
Die ungefähr 140 Einwohner des Dorfes sind Halbnomaden und leben von Ackerbau, Viehzucht und ihrem Handwerk. Zu den Sommerunterkünften der Hirten zählen sog. Kapars und Gambehs, runde Steinhäuser mit konischen Holzdächern. Die sonstigen Höhlenhäuser sind terrassenförmig in vier bis fünf Stufen angelegt. Sie bestehen aus mehreren 16–20 m² großen Räumen, in deren Mitte sich ein Ofen befindet. Teile des Dorfes dienen als Museum und sind für die Öffentlichkeit zugänglich.
Der lokale Dialekt enthält heute noch viele Wörter aus dem Mittelpersischen.
Das seit 2000–3000 Jahren bewohnte Höhlendorf wurde 2005 in Anerkennung der Kulturlandschaft mit dem griechischen Melina-Mercouri-Preis der UNESCO ausgezeichnet. Seit 2015 ist die Kulturlandschaft Maymand Weltkulturerbe.